# لغة نمذجة نظم

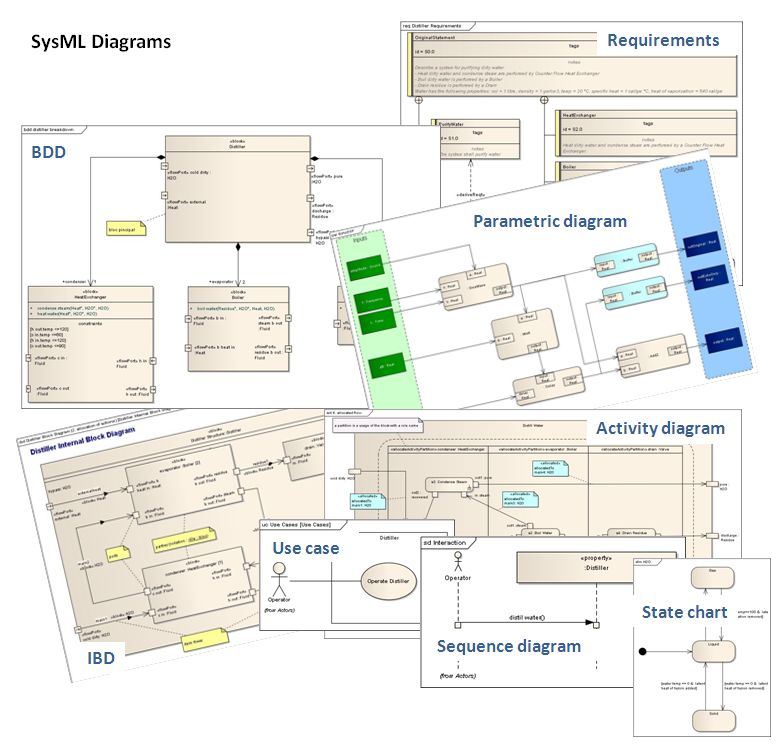
مجموعة مخططات لغة نمذجة الأنظمة

لغة نمذجة الأنظمة (بالإنجليزية: Systems Modeling Language)‏ هي لغة تقنية معلوماتية خاصة بمجال هندسة النظم. وهو يدعم المواصفات والتحليل والتصميم والتحقق والتأكد من صحة مجموعة واسعة من الأنظمة وأنظمة الأنظمة. في الأصل، تم تطوير لغة نمذجة الأنظمة كجزء من مشروع مواصفات مفتوحة المصدر، ويتضمن ترخيصًا مفتوح المصدر لتوزيعه واستخدامه. يتم تعريفها على أنها امتداد لمجموعة فرعية من لغة النمذجة الموحدة من خلال استخدام آلية ملف تعريف.

## نظرة عامة
يقدم مهندسو النظم العديد من التحسينات والتسهيلات مثل لغة النمذحة الموحدة والتي تمثل ان تكون البرمجيات مركزية وتشمل هذه التسهيلات على:
1. - الدلالات: وهي أكثر مرونة ومعبرة وتقلل القيود البرمجية وتضيف نوعين من الرسومات الشرطية المحددة والرسوم البيانية
2. -الرسوم البيانية يمكن استخدامها لمتطلبات الهندسة في التحليل الادائي والتحليل الكمي ويترتب على ذلك ان هذه التحسينات قادرة على تصميم نموذج لمجموعة واسعة من الأنظمة والتي قد تشمل على الأجهزة، البرامج، المعلومات، العمليات، الموظفين، وغيره، لغة نمذجة النظم هي لغة بسيطة وسهلة التعلم والتطبيق وتزيل الكثير من التركيبات البرمجية التي تركز على لغة النمذجة الموحدة

## إدارة نموذج لغة نمذجة النظم
تبني نماذج وتدعم وجهات النظر المختلفة في تصميم النظم على شكل تركيبات هذه التركيبات توسع قدرات لغة نمذجة النظم الموحدة التي تتماشى مع معاييير IEEE

## مكونات لغة نمذجة نظم
تعيد استعمال سبعة من أربعة عشر مخطط من مخططات لغة النمذجة الموحدة واثنين من الرسوم البانية (شرط حدودي والرسوم البيانية ) ليصبح المجموع تسعة أنواع من الرسم التخطيطي، كما تدعم جداول التخصيص وشكل الجداول التي يمكن استخدامها من العلاقات بشكل ديناميكي

## مزايا لغة نمذجة النظم
تعتبر بانها واضحة إذا كانت تنظر إلى مثالا ملموسا مثل نمذجة نظام السيارات وأيضا يمكن استخدام الرسوم الحدودية لتحديد الأداء الكمي والقيود مثل أقصى تسارع والحد الأدنى لكبح الوزن ومجموع قدرة المكيف علي تكييف الهواء، بينما توفر لغة النمذجة المحددة آليه واضحة لالتقاط هذا النوع من الأداء الكمي والمعلومات الكمية الأساسية
وبشأن نظام السيارات والرسوم البانية والمخططات التي يمكن ان تستخدم لتحديد جزء لا يتجزأ من منطق التحكم بالبرامج وتدفق المعلومات لأجهزة الكمبيوتر على نظام السيارات والمخططات الهيكلية والسلوكية
يمكن استخدام لغة نمذجة نظم أخرى لنموذج المصانع التي تبني السيارات فضلا عن واجهات بين المنظمات التي تعمل في المصانع